# کاکتوس‌های خاکستری
کاکتوس‌های خاکستری (نام علمی: Tephrocactus) نام یک سرده از زیرخانواده انجیری‌واران است.